# Santa Maria da Devesa

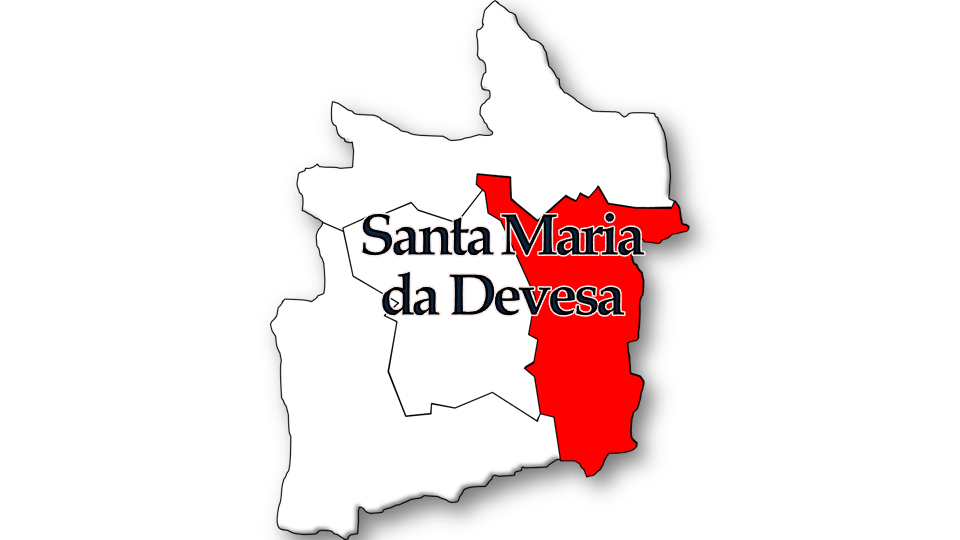
Localização da freguesia de Santa Maria da Devesa no Município de Castelo de Vide

A Freguesia de Santa Maria da Devesa é uma freguesia portuguesa do Município de Castelo de Vide, com 56,33 km² de área e 1393 habitantes (censo de 2021), tendo, por isso, uma densidade populacional de 24,7 hab./km².

## Demografia
A população registada nos censos foi:
| Distribuição da População por Grupos Etários | Distribuição da População por Grupos Etários | Distribuição da População por Grupos Etários | Distribuição da População por Grupos Etários | Distribuição da População por Grupos Etários |
| -------------------------------------------- | -------------------------------------------- | -------------------------------------------- | -------------------------------------------- | -------------------------------------------- |
| Ano                                          | 0-14 Anos                                    | 15-24 Anos                                   | 25-64 Anos                                   | > 65 Anos                                    |
| 2001                                         | 255                                          | 173                                          | 867                                          | 421                                          |
| 2011                                         | 181                                          | 167                                          | 801                                          | 429                                          |
| 2021                                         | 132                                          | 135                                          | 713                                          | 413                                          |

## Património
- Anta da Casa dos Galhardos ou Anta do Galhardo
- Menir da Meada
- Anta do Pêro d' Alva ou Anta das Tapadas de Pedro Álvaro ou Anta de Pedro Álvaro
- Anta dos Pombais
- Anta da Coutada de Alcogulo ou Anta do Alcogulo I
- Castelo de Castelo de Vide
- Casa na Rua Nova, n.º 24
- Igreja de Santo Amaro (Santa Maria da Devesa) ou Igreja da Misericórdia
- Casa do Pintor Ventura Porfírio e jardim
- Anta do Vale de Sancho
- Anta dos Olheiros
- Anta do Porto Aivado ou Anta do Porto Alvado
- Igreja de Nossa Senhora da Alegria ou Igreja do Castelo
- Sinagoga de Castelo de Vide